# BMW Open
El torneig de Múnic, conegut oficialment com a BMW Open, és una competició tennística professional que es disputa sobre terra batuda al MTTC Iphitos de Múnic, Alemanya. Pertany a les sèries 250 del circuit ATP masculí i serveix de preparació pel Roland Garros.
El torneig es va crear l'any 1900 en el club Münchner Tennis- und Turnierclub (MTTC) Iphitos sobre pista de gespa. El 1970 va esdevenir professional oferint un premi al vencedor, i des de 1974 va entrar al circuit ATP però disputant-se sobre terra batuda. Durant la seva història no ha tingut cap dominador clar, ja que cap tennista ha aconseguit més de dos títols.

## Palmarès

### Individual masculí
| Any          | Campió                                            | Finalista                                         | Resultat                                          |
| ------------ | ------------------------------------------------- | ------------------------------------------------- | ------------------------------------------------- |
| ATP Tour 500 |                                                   |                                                   |                                                   |
| 2025         | Alexander Zverev (3)                              | Ben Shelton                                       | 6−2, 6−4                                          |
| ATP Tour 250 |                                                   |                                                   |                                                   |
| 2024         | Jan-Lennard Struff                                | Taylor Fritz                                      | 7−5, 6−3                                          |
| 2023         | Holger Rune (2)                                   | Botic van de Zandschulp                           | 6−4, 1−6, 7−6(3)                                  |
| 2022         | Holger Rune                                       | Botic van de Zandschulp                           | 3−4, retirada                                     |
| 2021         | Níkoloz Bassilaixvili                             | Jan-Lennard Struff                                | 6−4, 7−6(5)                                       |
| 2020         | Torneig suspès a causa de la pandèmia de COVID-19 | Torneig suspès a causa de la pandèmia de COVID-19 | Torneig suspès a causa de la pandèmia de COVID-19 |
| 2019         | Cristian Garín                                    | Matteo Berrettini                                 | 6−1, 3−6, 7−6(1)                                  |
| 2018         | Alexander Zverev                                  | Philipp Kohlschreiber                             | 6−3, 6−3                                          |
| 2017         | Alexander Zverev                                  | Guido Pella                                       | 6−4, 6−3                                          |
| 2016         | Philipp Kohlschreiber (3)                         | Dominic Thiem                                     | 7−6(7), 4−6, 7−6(4)                               |
| 2015         | Andy Murray                                       | Philipp Kohlschreiber                             | 7−6(4), 5−7, 7−6(4)                               |
| 2014         | Martin Kližan                                     | Fabio Fognini                                     | 2−6, 6−1, 6−2                                     |
| 2013         | Tommy Haas                                        | Philipp Kohlschreiber                             | 6−3, 7−6(3)                                       |
| 2012         | Philipp Kohlschreiber                             | Marin Čilić                                       | 7−6(8), 6−3                                       |
| 2011         | Nikolai Davidenko (2)                             | Florian Mayer                                     | 6−3, 3−6, 6−1                                     |
| 2010         | Mikhaïl Iujni                                     | Marin Čilić                                       | 6−3, 4−6, 6−4                                     |
| 2009         | Tomas Berdych                                     | Mikhaïl Iujni                                     | 6−4, 4−6, 7−6(5)                                  |
| 2008         | Fernando González                                 | Simone Bolelli                                    | 7−6(4), 6−7(4), 6−3                               |
| 2007         | Philipp Kohlschreiber                             | Mikhaïl Iujni                                     | 2−6, 6−3, 6−4                                     |
| 2006         | Olivier Rochus                                    | Kristof Vliegen                                   | 6−4, 6−2                                          |
| 2005         | David Nalbandian                                  | Andrei Pavel                                      | 6−4, 6−1                                          |
| 2004         | Nikolai Davidenko                                 | Martin Verkerk                                    | 6−4, 7−5                                          |
| 2003         | Roger Federer                                     | Jarkko Nieminen                                   | 6−1, 6−4                                          |
| 2002         | Younes El Aynaoui                                 | Rainer Schüttler                                  | 6−4, 6−4                                          |
| 2001         | Jiří Novák                                        | Anthony Dupuis                                    | 6−4, 7−5                                          |
| 2000         | Franco Squillari (2)                              | Tommy Haas                                        | 6−4, 6−4                                          |
| 1999         | Franco Squillari                                  | Andrei Pavel                                      | 6−4, 6−3                                          |
| 1998         | Thomas Enqvist                                    | Andre Agassi                                      | 6−7(4), 7−6(6), 6−4                               |
| 1997         | Mark Philippoussis                                | Àlex Corretja                                     | 7−6(3), 1−6, 6−4                                  |
| 1996         | Ctislav Doseděl                                   | Carles Moyà                                       | 6−4, 4−6, 6−3                                     |
| 1995         | Wayne Ferreira                                    | Michael Stich                                     | 7−5, 7−6(6)                                       |
| 1994         | Michael Stich                                     | Petr Korda                                        | 6−2, 2−6, 6−3                                     |
| 1993         | Ivan Lendl                                        | Michael Stich                                     | 7−6(2), 6−3                                       |
| 1992         | Magnus Larsson                                    | Petr Korda                                        | 6−4, 4−6, 6−1                                     |
| 1991         | Magnus Gustafsson                                 | Guillermo Pérez Roldán                            | 3−6, 6−3, 4−3, retirada                           |
| 1990         | Karel Nováček                                     | Thomas Muster                                     | 6−4, 6−2                                          |
| 1989         | Andrei Chesnokov                                  | Martin Strelba                                    | 5−7, 7−6, 6−2                                     |
| 1988         | Guillermo Pérez Roldán (2)                        | Jonas Svensson                                    | 7−5, 6−3                                          |
| 1987         | Guillermo Pérez Roldán                            | Marián Vajda                                      | 6−3, 7−6                                          |
| 1986         | Emilio Sánchez                                    | Ricki Osterthun                                   | 6−1, 6−3                                          |
| 1985         | Joakim Nyström                                    | Hans Schwaier                                     | 6−1, 6−0                                          |
| 1984         | Libor Pimek                                       | Gene Mayer                                        | 6−4, 4−6, 7−6, 6−4                                |
| 1983         | Tomáš Šmíd                                        | Joakim Nyström                                    | 6−0, 6−3, 4−6, 2−6, 7−5                           |
| 1982         | Gene Mayer                                        | Peter Elter                                       | 3−6, 6−3, 6−2, 6−1                                |
| 1981         | Chris Lewis                                       | Christophe Roger-Vasselin                         | 4−6, 6−2, 2−6, 6−1, 6−1                           |
| 1980         | Rolf Gehring                                      | Christophe Freyss                                 | 6−2, 0−6, 6−2, 6−2                                |
| 1979         | Manuel Orantes (2)                                | Wojtek Fibak                                      | 6−3, 6−2, 6−4                                     |
| 1978         | Guillermo Vilas (2)                               | Buster Mottram                                    | 6−1, 6−3, 6−3                                     |
| 1977         | Željko Franulović                                 | Victor Pecci Sr.                                  | 6−1, 6−1, 6−7, 7−5                                |
| 1976         | Manuel Orantes                                    | Karl Meiler                                       | 6−1, 6−4, 6−1                                     |
| 1975         | Guillermo Vilas                                   | Karl Meiler                                       | 2−6, 6−0, 6−2, 6−3                                |
| 1974         | Jurgen Fassbender                                 | François Jauffret                                 | 6−2, 5−7, 6−1, 6−4                                |

### Dobles masculins
| Any          | Campions                                          | Finalistes                                        | Resultat                                          |
| ------------ | ------------------------------------------------- | ------------------------------------------------- | ------------------------------------------------- |
| ATP Tour 500 |                                                   |                                                   |                                                   |
| 2025         | André Göransson Sem Verbeek                       | Kevin Krawietz Tim Pütz                           | 6−4, 6−4                                          |
| ATP Tour 250 |                                                   |                                                   |                                                   |
| 2024         | Yuki Bhambri Albano Olivetti                      | Andreas Mies Jan-Lennard Struff                   | 7−6(6), 7−6(5)                                    |
| 2023         | Alexander Erler Lucas Miedler                     | Kevin Krawietz Tim Pütz                           | 6−3, 6−4                                          |
| 2022         | Kevin Krawietz Andreas Mies                       | Rafael Matos David Vega Hernández                 | 4−6, 6−4, [10−7]                                  |
| 2021         | Kevin Krawietz Wesley Koolhof                     | Sander Gillé Joran Vliegen                        | 4−6, 6−4, [10−5]                                  |
| 2020         | Torneig suspès a causa de la pandèmia de COVID-19 | Torneig suspès a causa de la pandèmia de COVID-19 | Torneig suspès a causa de la pandèmia de COVID-19 |
| 2019         | Frederik Nielsen Tim Pütz                         | Marcelo Demoliner Divij Sharan                    | 6−4, 6−2                                          |
| 2018         | Ivan Dodig Rajeev Ram                             | Nikola Mektić Alexander Peya                      | 6−3, 7−5                                          |
| 2017         | Juan Sebastián Cabal Robert Farah                 | Jérémy Chardy Fabrice Martin                      | 6−3, 6−3                                          |
| 2016         | Henri Kontinen John Peers                         | Juan Sebastián Cabal Robert Farah                 | 6−3, 3−6, [10−7]                                  |
| 2015         | Alexander Peya Bruno Soares                       | Alexander Zverev Mischa Zverev                    | 4−6, 6−1, [10−5]                                  |
| 2014         | Jamie Murray John Peers                           | Colin Fleming Ross Hutchins                       | 6−4, 6−2                                          |
| 2013         | Jarkko Nieminen Dmitri Tursúnov                   | Markos Bagdatís Eric Butorac                      | 6−1, 6−4                                          |
| 2012         | František Čermák Filip Polášek                    | Xavier Malisse Dick Norman                        | 6−4, 7−5                                          |
| 2011         | Simone Bolelli Horacio Zeballos                   | Andreas Beck Christopher Kas                      | 7−6(3), 6−4                                       |
| 2010         | Oliver Marach Santiago Ventura Bertomeu           | Eric Butorac Michael Kohlmann                     | 5−7, 6−3, [16−14]                                 |
| 2009         | Jan Hernych Ivo Minář                             | Ashley Fisher Jordan Kerr                         | 6−4, 6−4                                          |
| 2008         | Michael Berrer Rainer Schüttler                   | Scott Lipsky David Martin                         | 7−5, 3−6, [10-8]                                  |
| 2007         | Philipp Kohlschreiber Mikhaïl Iujni               | Jan Hájek Jaroslav Levinský                       | 6−1, 6−4                                          |
| 2006         | Andrei Pavel Alexander Waske                      | Alexander Peya Björn Phau                         | 6−4, 6−2                                          |
| 2005         | Mario Ančić Julian Knowle                         | Florian Mayer Alexander Waske                     | 6−3, 1−6, 6−3                                     |
| 2004         | James Blake Mark Merklein                         | Julian Knowle Nenad Zimonjić                      | 6−2, 6−4                                          |
| 2003         | Wayne Black Kevin Ullyett                         | Joshua Eagle Jared Palmer                         | 6−3, 7−5                                          |
| 2002         | Petr Luxa Radek Štěpánek (2)                      | Petr Pála Pavel Vízner                            | 6−0, 6−7, [11-9]                                  |
| 2001         | Petr Luxa Radek Štěpánek                          | Jaime Oncins Daniel Orsanic                       | 5−7, 6−2, 7−6                                     |
| 2000         | David Adams John-Laffnie De Jager                 | Maks Mirni Nenad Zimonjić                         | 6−4, 6−4                                          |
| 1999         | Daniel Orsanic Mariano Puerta                     | Massimo Bertolini Cristian Brandi                 | 7−6, 3−6, 7−6                                     |
| 1998         | Todd Woodbridge Mark Woodforde                    | Joshua Eagle Andrew Florent                       | 6−0, 6−3                                          |
| 1997         | Pablo Albano Àlex Corretja                        | Karsten Braasch Jens Knippschild                  | 3−6, 7−5, 6−2                                     |
| 1996         | Lan Bale Stephen Noteboom                         | Olivier Delaître Diego Nargiso                    | 4−6, 7−6, 6−4                                     |
| 1995         | Trevor Kronemann David Macpherson                 | Luis Lobo Javier Sánchez                          | 6−3, 6−4                                          |
| 1994         | Ievgueni Kàfelnikov David Rikl                    | Boris Becker Petr Korda                           | 7−6, 7−5                                          |
| 1993         | Martin Damm Henrik Holm                           | Karel Nováček Carl-Uwe Steeb                      | 6−0, 3−6, 7−5                                     |
| 1992         | David Adams Menno Oosting                         | Carl Limberger Tomas Anzari                       | 3−6, 7−5, 6−3                                     |
| 1991         | Patrick Galbraith Todd Witsken                    | Anders Järryd Danie Visser                        | 7−5, 6−4                                          |
| 1990         | Udo Riglewski Michael Stich                       | Petr Korda Tomáš Šmíd                             | 6−1, 6−4                                          |
| 1989         | Javier Sánchez Balázs Taróczy                     | Peter Doohan Laurie Warder                        | 7−6, 6−3                                          |
| 1988         | Rick Leach Jim Pugh                               | Alberto Mancini Christian Miniussi                | 7−6, 6−1                                          |
| 1987         | Jim Pugh Blaine Willenborg                        | Sergi Casal Emilio Sánchez                        | 7−6, 4−6, 6−4                                     |
| 1986         | Sergi Casal Emilio Sánchez                        | Broderick Dyke Wally Masur                        | 6−3, 4−6, 6−3                                     |
| 1985         | Mark Edmondson Kim Warwick                        | Sergi Casal Emilio Sánchez                        | 4−6, 7−5, 7−5                                     |
| 1984         | Boris Becker Wojtek Fibak                         | Eric Fromm Florin Segărceanu                      | 6−4, 4−6, 6−1                                     |
| 1983         | Chris Lewis Pavel Složil                          | Anders Järryd Tomáš Šmíd                          | 6−4, 6−2                                          |
| 1982         | Chip Hooper Mel Purcell                           | Tian Viljoen Danie Visser                         | 6−4, 7−6                                          |
| 1981         | David Carter Paul Kronk                           | Eric Fromm Shlomo Glickstein                      | 6−3, 6−4                                          |
| 1980         | Heinz Günthardt Bob Hewitt                        | David Carter Chris Lewis                          | 7−6, 6−1                                          |
| 1979         | Wojtek Fibak Tom Okker                            | Jürgen Fassbender Jean-Louis Haillet              | 7−6, 7−5                                          |
| 1978         | Ion Ţiriac Guillermo Vilas                        | Jürgen Fassbender Tom Okker                       | 3−6, 6−4, 7−6                                     |
| 1977         | Frantisek Pala Balázs Taróczy                     | Nikki Spear John Whitlinger                       | 6−3, 6−4                                          |
| 1976         | Joan Gisbert Manuel Orantes                       | Jürgen Fassbender Hans-Jürgen Pohmann             | 1−6, 6−3, 6−2, 2−3, retirada                      |
| 1975         | Wojtek Fibak Jan Kodeš                            | Milan Holecek Karl Meiler                         | 7−5, 6−3                                          |
| 1974         | Antonio Muñoz Manuel Orantes                      | Jürgen Fassbender Hans-Jürgen Pohmann             | 2−6, 6−4, 7−6, 6−2                                |

### Individual masculí pre-Era Open
| Any  | Campió                  | Finalista            | Resultat                  |
| ---- | ----------------------- | -------------------- | ------------------------- |
| 1973 | Sandy Mayer             | Harald Elschenbroich | 6−4, 6−3, 6−3             |
| 1972 | No celebrat             | No celebrat          | No celebrat               |
| 1971 | Joan Gisbert            | Peter Szöke          | 6−2, 6−4, 6−4             |
| 1970 | Ion Ţiriac              | Nikola Pilić         | 2−6, 9−7, 6−3, 6−4        |
| 1969 | Bob Hewitt (2)          | Christian Kuhnke     | 6−4, 3−6, 6−2, 6−2        |
| 1968 | Martin Mulligan (2)     | Ion Ţiriac           | 6−3, 3−6, 6−4, 6−4        |
| 1967 | Martin Mulligan         | Wilhelm Bungert      | 6−4, 3−6, 6−4, 6−4        |
| 1966 | Istvan Gulyas           | Wilhelm Bungert      | 6−4, 4−6, 8−6, 9−7        |
| 1965 | Christian Kuhnke        | Ingo Buding          | 6−4, 6−1, 6−3             |
| 1964 | Manuel Santana          | Bob Hewitt           | 6−2, 6−3, 11−9            |
| 1963 | Patricio Rodrigues      | Nikola Pilić         |                           |
| 1962 | José Edison Mandarino   |                      |                           |
| 1961 | Roy Emerson             | Bob Hewitt           | 6−2, 6−3, 6−2             |
| 1960 | Don Candy               |                      |                           |
| 1959 | Bob Hewitt              | Pierre Darmon        | 6−3, 6−3, 8−6             |
| 1958 | Orlando Sirola          | Luis Ayala           |                           |
| 1957 | Mervyn Rose             | Budge Patty          | 5−7, 12−10, 5−7, 6−2, 6−4 |
| 1956 | Budge Patty (3)         | Lew Hoad             | 1−6, 0−6, 6−2, 7−5, 6−4   |
| 1955 | Budge Patty             | Art Larsen           | 6−3, 6−3, 6−3             |
| 1954 | Budge Patty             | Hugh Stewart         | 6−4, 6−2, 6−4             |
| 1953 | Jaroslav Drobný         | Armando Vieira       | 6−3, 6−1, 6-3             |
| 1952 | No celebrat             | No celebrat          | No celebrat               |
| 1951 | Rolando Del Bello       |                      |                           |
| 1950 | Gottfried von Cramm (2) |                      |                           |
| 1949 | Gottfried von Cramm     |                      |                           |